# Синчел (Алба)
Синчел (рум. Sâncel) — село у повіті Алба в Румунії. Адміністративний центр комуни Синчел.
Село розташоване на відстані 258 км на північний захід від Бухареста, 31 км на північний схід від Алба-Юлії, 69 км на південний схід від Клуж-Напоки, 142 км на північний захід від Брашова.

## Населення
За даними перепису населення 2002 року у селі проживали 1668 осіб.
Національний склад населення села:
| Національність | Кількість осіб | Відсоток |
| -------------- | -------------- | -------- |
| румуни         | 1531           | 91,8%    |
| цигани         | 131            | 7,9%     |
| угорці         | 5              | 0,3%     |

Рідною мовою назвали:
| Мова      | Кількість осіб | Відсоток |
| --------- | -------------- | -------- |
| румунська | 1553           | 93,1%    |
| циганська | 113            | 6,8%     |